# Emanuel (álbum)
Emanuel es el tercer álbum de estudio como solista del músico chileno Pedropiedra. Lanzado en 2013 bajo el sello independiente Quemasucabeza y producido por Pedropiedra y Álvaro Díaz.

## Lista de canciones
Todas las canciones escritas y compuestas por Pedropiedra, salvo que se indique lo contrario. 
| Emanuel |                                                  |                             |          |  |
| N.º     | Título                                           | Escritor(es)                | Duración |  |
| 1.      | «Emanuel»                                        | Cenzi                       | 1:25     |  |
| 2.      | «Eclipse total»                                  |                             | 5:14     |  |
| 3.      | «Carteles gigantes»                              |                             | 3:58     |  |
| 4.      | «Lima»                                           | Álvaro Díaz González        | 4:44     |  |
| 5.      | «Pasajero»                                       |                             | 4:45     |  |
| 6.      | «Para ti (ft. Tomacete)»                         |                             | 3:02     |  |
| 7.      | «Ignición»                                       |                             | 1:21     |  |
| 8.      | «Paraguas y máscaras»                            |                             | 2:21     |  |
| 9.      | «Nadie más rápido que tú»                        | Álvaro Díaz González        | 3:09     |  |
| 10.     | «Granos de arena (ft. Gepe & Jorge Delaselva)»   | Álvaro Díaz González y Gepe | 5:16     |  |
| 11.     | «Luna luna»                                      |                             | 3:47     |  |
| 12.     | «Noche de San Juan + Seres (ft. Jorge González)» |                             | 8:32     |  |
| 47:30   |                                                  |                             |          |  |

## Créditos
- Pedropiedra: voz, guitarras, programaciones, teclados, coros.
- Federico Dannemann: guitarras, coros.
- Jorge Delaselva: bajo, coros.
- Eduardo Quiroz: batería.
- Claudio Rubio: saxofón.
- Danny Espinoza: trompeta.

### Músicos invitados
- Gepe: voz y coautor en «Granos de Arena».
- Jorge González: voz en «Seres».
- Álvaro Díaz: coautor de «Lima», «Granos de Arena» y «Nadie más rápido que tú».
- Cenzi: coautor de «Emanuel».
- Gonzalo Yáñez: coros en «Eclipse Total».

### Producción
- Pedropiedra: producción, arreglos.
- Álvaro Díaz: producción artística.
- Gepe: coproductor de «Noche de San Juan / Seres».
- Cenzi: coproductor de «Emanuel».
- Federico Dannemann: arreglos.
- José Ignacio Jaras: Grabación y Mezcla.
- Arturo Medina: Masterización.